# Észak-Dakota megyéinek listája
Ez a lista Észak-Dakota állam megyéit sorolja fel.

## A lista
| Név                 | Főváros      | Alapítása  | Névadó                        | Terület (km²) | Helyjelölő térkép |
| ------------------- | ------------ | ---------- | ----------------------------- | ------------- | ----------------- |
| Adams megye         | Hettinger    | 1907-04-14 | John Quincy Adams             | 2561          |                   |
| Barnes megye        | Valley City  | 1873-01-04 | Alanson H. Barnes             | 3919          |                   |
| Benson megye        | Minnewaukan  | 1884-06-04 | Bertil W. Benson              | 3728          |                   |
| Billings megye      | Medora       | 1886-05-04 | Frederick H. Billings         | 2987          |                   |
| Bottineau megye     | Bottineau    | 1873-01-04 | Pierre Bottineau              | 4397          |                   |
| Bowman megye        | Bowman       | 1883       | Edward M. Bowman              | 3022          |                   |
| Burke megye         | Bowbells     | 1910       | John Burke                    | 2925          |                   |
| Burleigh megye      | Bismarck     | 1873       | Walter A. Burleigh            | 4320          |                   |
| Cass megye          | Fargo        | 1873       | George Washington Cass        | 4579          |                   |
| Cavalier megye      | Langdon      | 1884-07-08 | Charles Cavileer              | 3911          |                   |
| Dickey megye        | Ellendale    | 1881       | George H. Dickey              | 2957          |                   |
| Divide megye        | Crosby       | 1910       |                               | 3352          |                   |
| Dunn megye          | Manning      | 1883       |                               | 5393          |                   |
| Eddy megye          | New Rockford | 1885       |                               | 1889          |                   |
| Emmons megye        | Linton       | 1879       |                               | 4027          |                   |
| Foster megye        | Carrington   | 1873       |                               | 1675          |                   |
| Golden Valley megye | Beach        | 1912       |                               | 2596          |                   |
| Grand Forks megye   | Grand Forks  | 1873       | Grand Forks                   | 3729          |                   |
| Grant megye         | Carson       | 1916       | Ulysses S. Grant              | 4315          |                   |
| Griggs megye        | Cooperstown  | 1881       | Alexander Griggs              | 2957          |                   |
| Hettinger megye     | Mott         | 1883       | Mathias K. Hettinger          | 2936          |                   |
| Kidder megye        | Steele       | 1873       | Jefferson P. Kidder           | 3712          |                   |
| LaMoure megye       | LaMoure      | 1873       | Judson LaMoure                | 2981          |                   |
| Logan megye         | Napoleon     | 1873       | John A. Logan                 | 2619          |                   |
| McHenry megye       | Towner       | 1873       |                               | 4951          |                   |
| McIntosh megye      | Ashley       | 1883       |                               | 2577          |                   |
| McKenzie megye      | Watford City | 1905       | Alexander McKenzie            | 7410          |                   |
| McLean megye        | Washburn     | 1883       |                               | 6030          |                   |
| Mercer megye        | Stanton      | 1875       | William Henry Harrison Mercer | 2881          |                   |
| Morton megye        | Mandan       | 1873       | Oliver H. P. T. Morton        | 5038          |                   |
| Mountrail megye     | Stanley      | 1873       |                               | 5027          |                   |
| Nelson megye        | Lakota       | 1883       |                               | 2613          |                   |
| Oliver megye        | Center       | 1885       |                               | 1894          |                   |
| Pembina megye       | Cavalier     | 1867       |                               | 2905          |                   |
| Pierce megye        | Rugby        | 1887       | Gilbert A. Pierce             | 2803          |                   |
| Ramsey megye        | Devils Lake  | 1873       | Alexander Ramsey              | 3369          |                   |
| Ransom megye        | Lisbon       | 1881-04-04 | Fort Ransom                   | 2238          |                   |
| Renville megye      | Mohall       | 1873       | Joseph Renville               | 2310          |                   |
| Richland megye      | Wahpeton     | 1873       | Morgan T. Rich                | 3744          |                   |
| Rolette megye       | Rolla        | 1873       |                               | 2433          |                   |
| Sargent megye       | Forman       | 1883       |                               | 2246          |                   |
| Sheridan megye      | McClusky     | 1873       | Philip Sheridan               | 2605          |                   |
| Sioux megye         | Fort Yates   | 1915       | sziúk                         | 2922          |                   |
| Slope megye         | Amidon       | 1915       |                               | 3158          |                   |
| Stark megye         | Dickinson    | 1879       |                               | 3472          |                   |
| Steele megye        | Finley       | 1883       |                               | 1853          |                   |
| Stutsman megye      | Jamestown    | 1873       | Enos Stutsman                 | 5952          |                   |
| Towner megye        | Cando        | 1883       |                               | 2698          |                   |
| Traill megye        | Hillsboro    | 1875       |                               | 2235          |                   |
| Walsh megye         | Grafton      | 1881       | George H. Walsh               | 1294          |                   |
| Ward megye          | Minot        | 1885       |                               | 2056          |                   |
| Wells megye         | Fessenden    | 1873       |                               | 1290          |                   |
| Williams megye      | Williston    | 1891       |                               | 2148          |                   |